# 伊瓦伊·戈麥斯
伊瓦伊·戈麥斯·佩雷斯（西班牙語：Ibai Gómez Pérez；1989年11月11日—）是一位西班牙足球運動員。在場上的位置是邊鋒或前鋒。曾效力於畢爾包、艾拉維斯等球隊。他是在2012-13賽季升入畢爾巴鄂競技一線隊的。